# Thịt gà tây
Thịt gà tây là loại thịt từ những con gà tây, thông thường là gà tây nhà. Đây là một loại thực phẩm truyền thống tại các nước phương Tây. Thịt của chúng thường được người Mỹ và người phương Tây dùng cho các món nướng và xuất hiện nhiều trong Lễ Tạ ơn hoặc những buổi tiệc gia đình.  Người ta tin rằng gà tây chứa hàm lượng tryptophan cao, điển hình cho hầu hết các loại gia cầm.

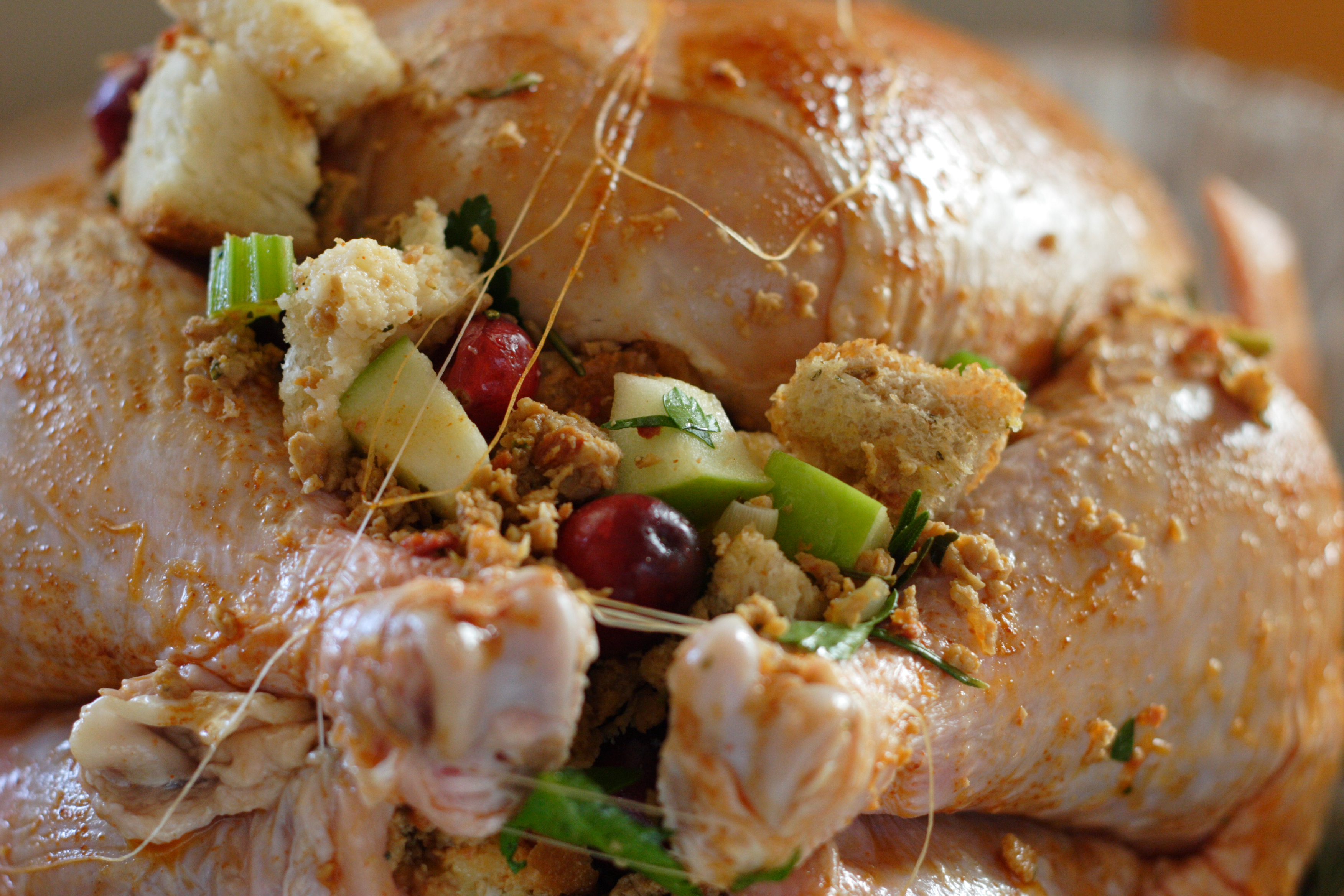
Thịt gà tây nhồi

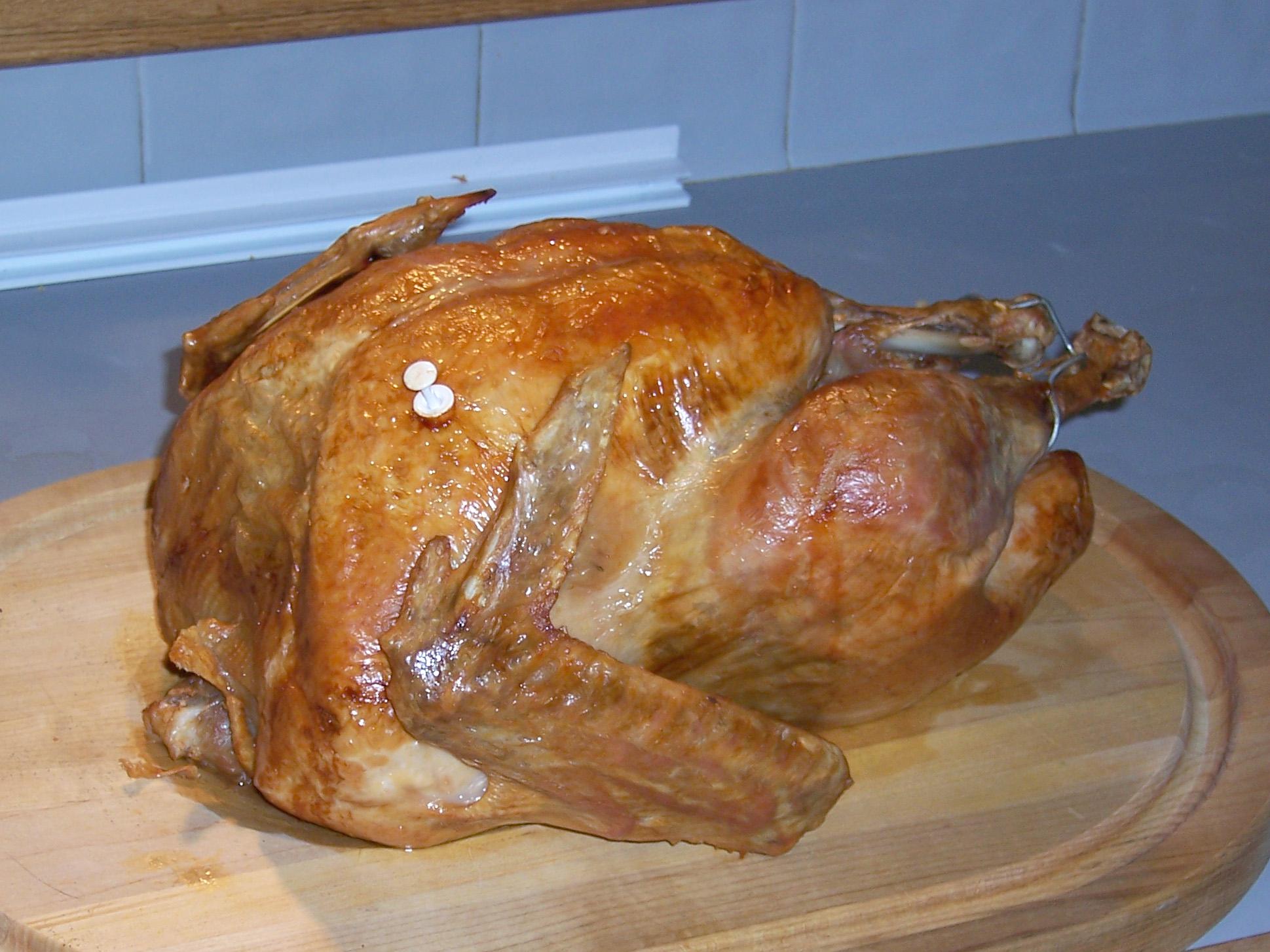
Gà tây, một món ăn thường thấy trong ngày Lễ Tạ ơn

## Chế biến
Gà tây thường được bán thái lát và xay, hoặc chế biến "nguyên con" theo cách tương tự như gà thường (bỏ đầu, chân và lông). Gà tây nguyên con đông lạnh vẫn được nhiều người ưa chuộng. Gà tây thái lát thường được dùng làm thịt cho món sandwich hoặc làm thịt cold cuts. Trong một số trường hợp khi công thức nấu ăn yêu cầu thịt gà, thì gà tây cũng có thể được sử dụng để thay thế. Gà tây xay thường được bán trên thị trường như một sự thay thế cho thịt bò xay. Nếu không được sơ chế cẩn thận, gà tây nấu chín thường được coi là ít ẩm hơn các loại thịt gia cầm khác như gà hoặc vịt.
Gà tây hoang, mặc dù về cơ bản là cùng một loài với gà tây thuần hóa, tuy nhiên lại có hương vị rất khác so với loại nuôi trong trang trại. Hầu như tất cả các loại thịt (bao gồm cả phần ức) đều "sẫm màu" và có hương vị đậm đà hơn. Hương vị cũng có thể thay đổi theo mùa do phụ thuộc vào những biến đổi trong nguồn thức ăn, thường khiến thịt gà tây hoang đậm đà hơn vào cuối mùa hè, bởi số lượng côn trùng nhiều hơn trong chế độ ăn của chúng so với những tháng trước đó. Gà tây hoang chủ yếu ăn cỏ và ngũ cốc có hương vị nhẹ hơn. Các giống gà di sản hiếm cũng khác nhau về hương vị.
Một lượng lớn thịt gà tây đã được chế biến. Chúng có thể được hun khói, đôi khi còn bán dưới dạng giăm bông gà tây hoặc gà tây xông khói và được coi là lành mạnh hơn nhiều so với thịt lợn muối xông khói. Thịt gà tây chiên giòn dạng xoắn, được bán với tên gọi "turkey twizzlers", đã trở nên nổi tiếng ở Anh vào năm 2004, khi đầu bếp Jamie Oliver vận động để loại bỏ chúng cùng các loại thực phẩm tương tự khỏi bữa tối ở trường.
Không giống như trứng gà, trứng của gà tây ít khi được bán làm thực phẩm do nhu cầu về gà tây nguyên con cao và sản lượng trứng của chúng thấp hơn so với các loại gà khác (không chỉ gà mà ngay cả vịt hoặc cút). Nói chung, người ra sử dụng trứng gà tây để nhân giống thay vì ăn, mặc dù trứng gà tây có mùi vị gần giống với trứng gà. Giá trị của một quả trứng gà tây ước tính khoảng 3,50 đô la trên thị trường mở, nhiều hơn đáng kể so với toàn bộ một hộp chứa cả tá quả trứng gà.

## Truyền thống văn hóa

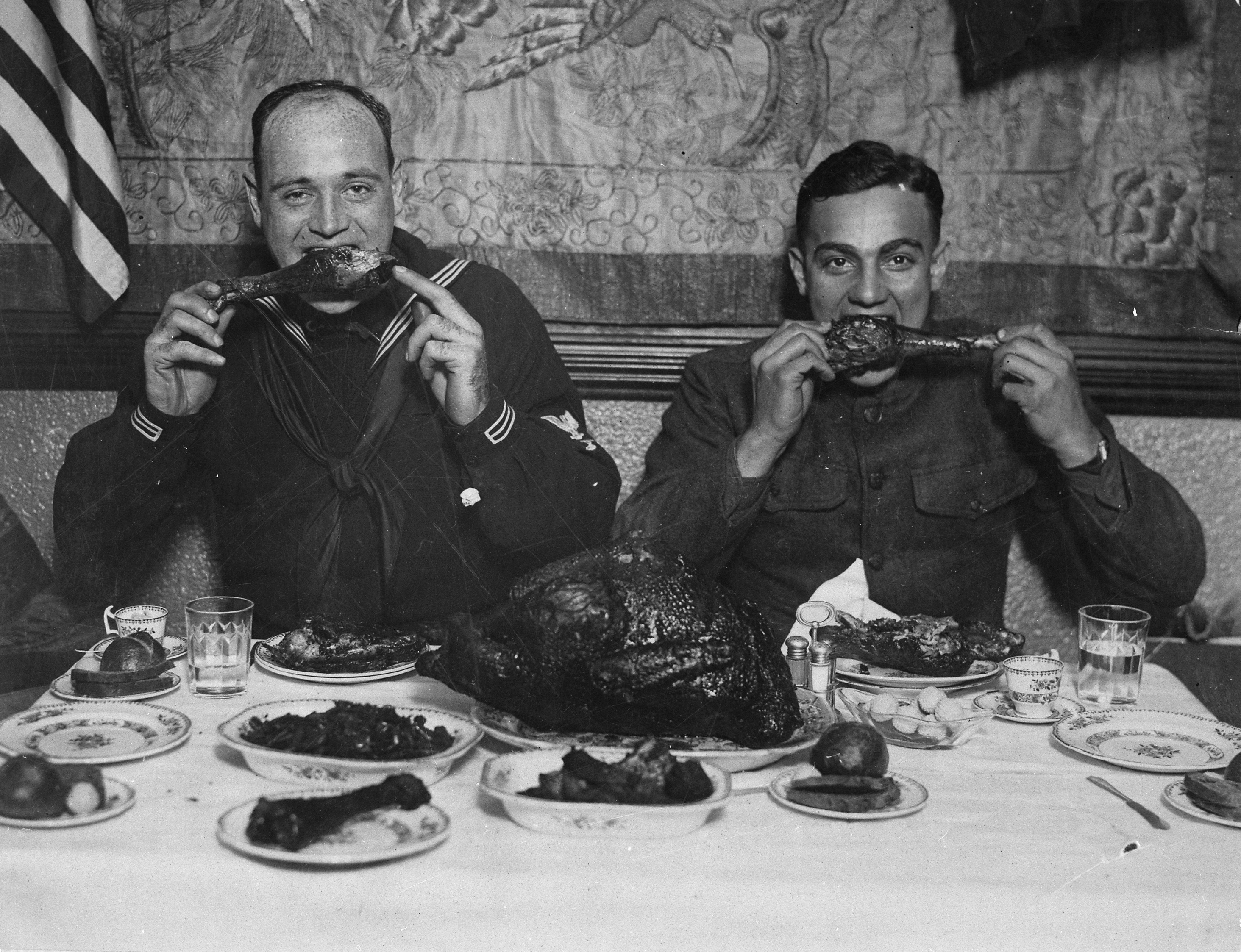
Quân nhân Hoa Kỳ ăn gà tây trong bữa tối Lễ Tạ ơn sau khi Thế chiến thứ nhất kết thúc (1918)

Gà tây theo truyền thống được ăn như món chính trong bữa tối Lễ Tạ ơn ở Hoa Kỳ và Canada, cũng như trong các bữa tiệc Giáng sinh ở nhiều nước khác (thường là gà tây nhồi nhân). Hàng năm, người Mỹ tiêu thụ khoảng 45 tới 46 triệu con gà tây vào dịp Lễ Tạ ơn, trong khi người Anh thì tiêu thụ khoảng 10 triệu con vào dịp Giáng sinh.
Thịt gà tây đã được người dân bản địa từ Mexico, Trung Mỹ cùng các tầng lớp phía nam của Hoa Kỳ dùng làm thực phẩm từ thời cổ đại. Vào thế kỷ 15, những kẻ chinh phạt người Tây Ban Nha đã đưa gà tây Aztec trở lại châu Âu.
Gà tây đã được tiêu thụ vào đầu thế kỷ 16 ở Anh. Trước thế kỷ 20, sườn lợn là thực phẩm phổ biến nhất trong các ngày lễ ở Bắc Mỹ, vì chúng thường bị giết thịt vào tháng 11. Gà tây từng có rất nhiều trong tự nhiên đến nỗi chúng được ăn quanh năm và được coi là món ăn phổ biến, trong khi sườn lợn hiếm khi có sẵn ngoài mùa Lễ Tạ ơn – Năm mới. Trong khi truyền thống ăn gà tây vào lễ Giáng sinh lan rộng khắp nước Anh vào thế kỷ 17, thì trong các tầng lớp lao động, việc phục vụ ngỗng lại phổ biến hơn - vốn là món quay chủ yếu cho đến thời đại Victoria.
Gà tây với sốt mole được coi là "quốc thực" của Mexico.

## Nấu ăn
Cả gà tây tươi và đông lạnh đều được sử dụng để nấu ăn. Tương tự như hầu hết các loại thực phẩm khác, gà tây tươi thường được ưa chuộng hơn mặc dù chúng có giá thành khá đắt đỏ. Vào các mùa lễ, nhu cầu về gà tây tươi tăng cao thường khiến chúng khó mua nếu không đặt hàng trước. Đối với loại đông lạnh, kích thước lớn của chúng khiến việc rã đông nên khó khăn: một con gà tây có kích cỡ thông thường sẽ mất vài ngày để rã đông đúng cách.
Gà tây thường được nướng hoặc quay trong lò trong vài giờ, thường là vào lúc người nấu chuẩn bị phần còn lại của bữa ăn. Đôi khi, gà còn được ngâm nước muối trước khi nướng để tăng hương vị và độ ẩm. Điều này được thực hiện vì thịt sẫm màu cần nhiệt độ cao hơn để biến tính tất cả sắc tố myoglobin so với thịt trắng (chứa rất ít myoglobin), do đó khi nấu chín hoàn toàn thì thịt sẫm màu có xu hướng làm khô ức. Quá trình nướng có thể làm chín hoàn toàn thịt sẫm màu mà không làm khô thịt ức. Gà tây đôi khi còn được trang trí với diềm gà tây, diềm giấy hoặc "booties" được đặt trên phần cuối của cẳng gà hoặc xương của những phần cốt lết khác.

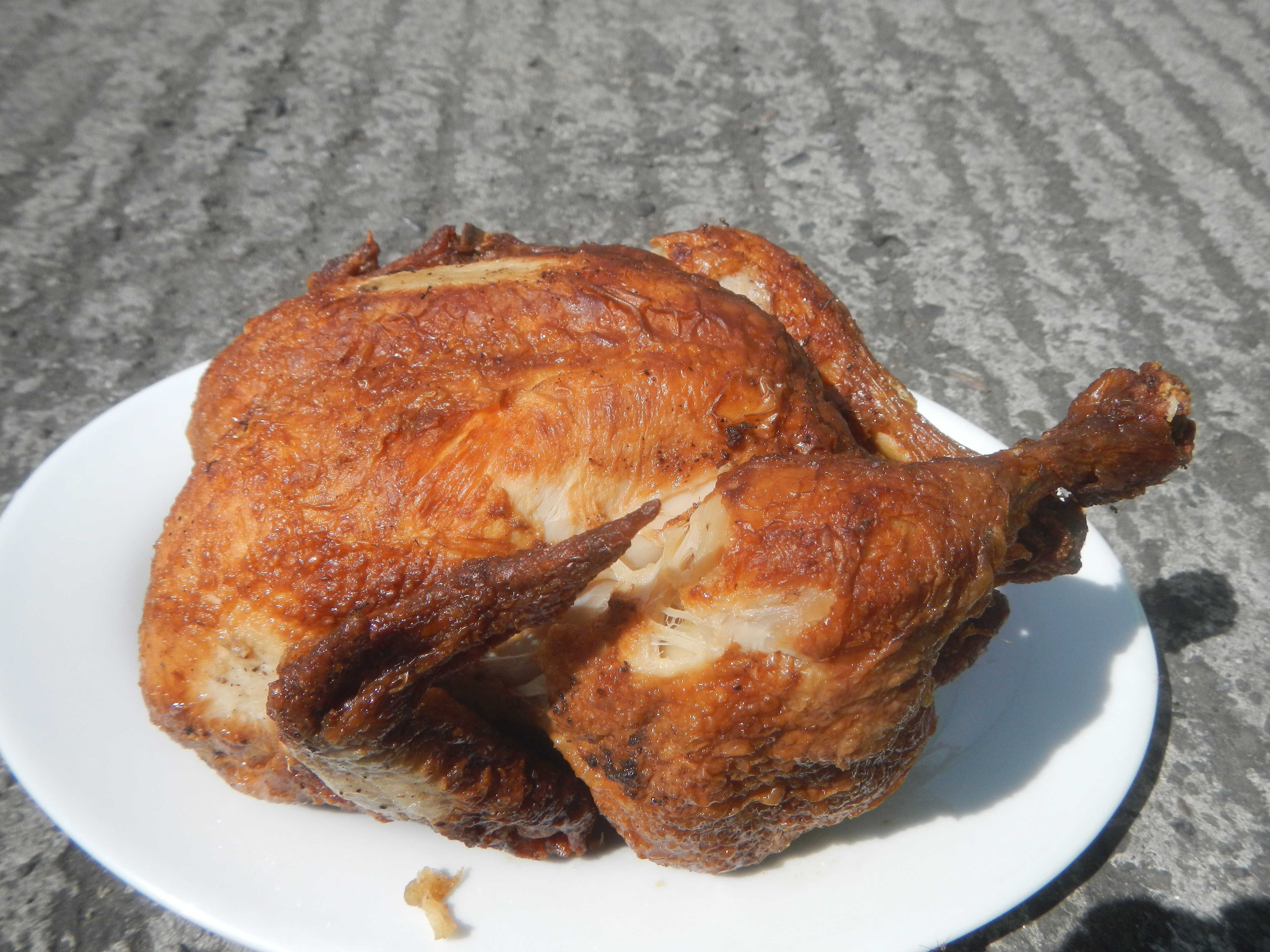
Gà tây chiên ngập dầu

Ở một số khu vực, đặc biệt là miền Nam Hoa Kỳ, gà tây cũng có thể được chiên ngập trong dầu nóng (thường là dầu đậu phộng) từ 30 đến 45 phút bằng cách sử dụng nồi chiên gà tây. Gà tây chiên ngập dầu đã trở nên thịnh hành nhất thời, nhưng lại gây ra những hậu quả nguy hiểm đối với những người không chuẩn bị trước để xử lý lượng lớn dầu nóng cần thiết một cách an toàn.

### Dinh dưỡng
Khi còn sống, thịt ức gà tây chứa 74% nước, 25% protein, 1% chất béo và không chứa carbohydrate (bảng bên dưới). Với 100 gram (3 1/2 ounce), ức gà tây cung cấp 465 kilojoules (111 kilocalories) năng lượng thực phẩm và chứa một lượng lớn (20% hoặc hơn Giá trị hàng ngày) protein, niacin, vitamin B6 và phosphor, với hàm lượng vừa phải (10–19% DV) axit pantothenic và kẽm.
Một lượng 100 gram ức gà tây chứa 279 mg tryptophan, một hàm lượng thấp so với các amino acid khác trong thịt ức gà tây. Không có bằng chứng khoa học nào cho thấy lượng tryptophan này từ gà tây gây buồn ngủ sau bữa ăn.
| Thịt                          | Protein (100 g) |
| ----------------------------- | --------------- |
| Salami                        | 13.0            |
| Xúc xích (nướng)              | 13.3            |
| Thịt bò xay                   | 23.1            |
| Gà quay                       | 24.8            |
| Nạc nướng, thịt lưng lợn muối | 25.3            |
| Gà tây quay                   | 25.0            |

## Món ăn kèm

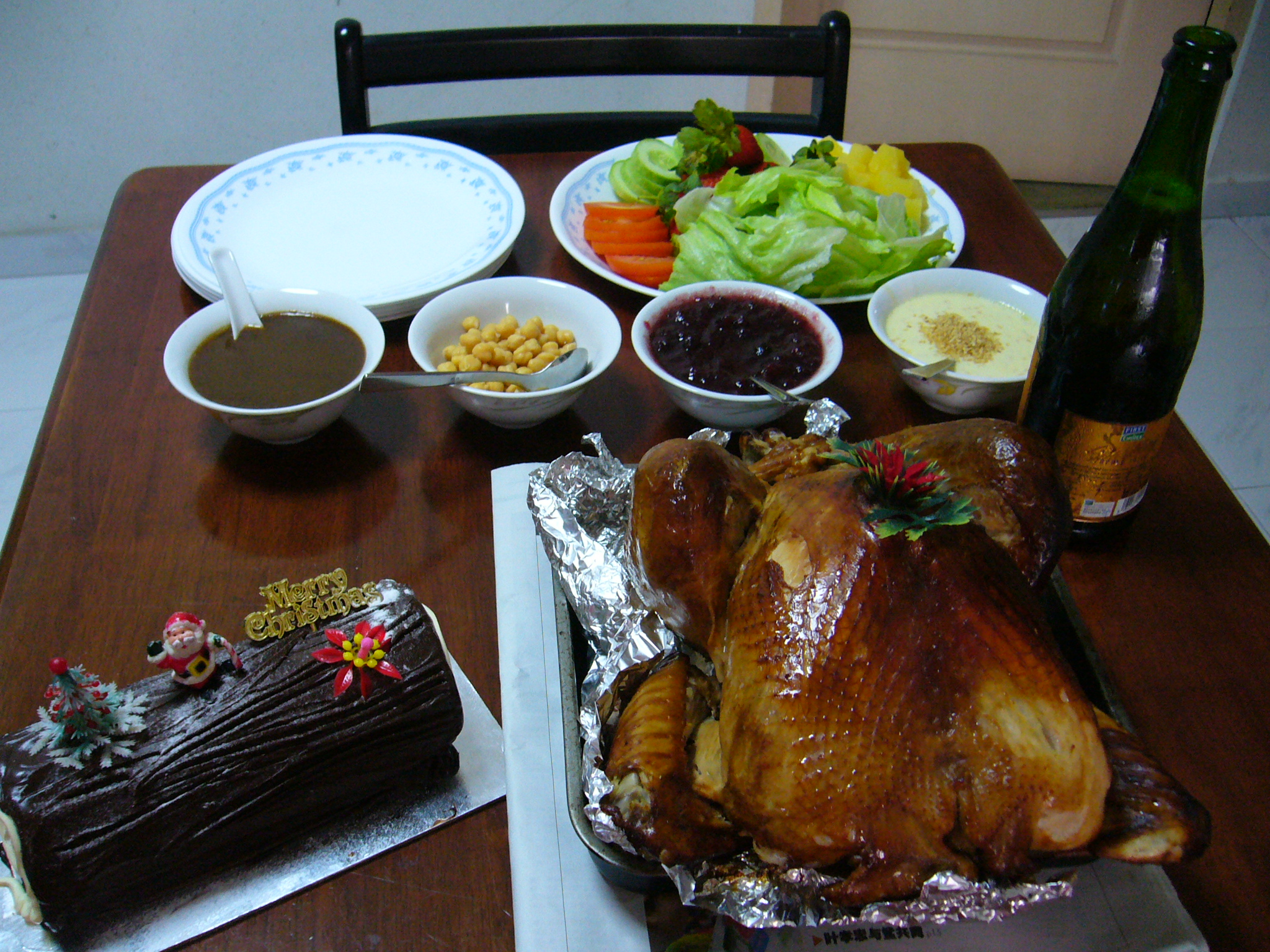
Gà tây nướng ăn kèm với salad, nước sốt, sparkling juice (rượu vang có gas) và bánh ngọt.

Đối với Lễ Tạ ơn ở Hoa Kỳ, gà tây được phục vụ truyền thống theo kiểu nhồi hoặc với nước xốt (để riêng), cùng nước sốt nam việt quất và nước thịt. Các món ăn bổ sung thông thường bao gồm khoai tây nghiền, ngô nguyên lõi, đậu xanh, bí và khoai lang. Bánh Pie là món tráng miệng thông tục, đặc biệt là những loại được làm từ bí ngô, táo hoặc hồ đào.
Khi được ăn vào Giáng sinh ở Vương quốc Anh, gà tây theo truyền thống được phục vụ chung với các loại rau mùa đông, bao gồm khoai tây quay, cải Brussels hoặc củ cải vàng. Sốt nam việt quất là một loại gia vị truyền thống ở các vùng nông thôn phía bắc của Vương quốc Anh, nơi quả nam việt quất thường mọc dại. Ở miền Nam và các khu vực thành thị, nơi mà nước sốt nam việt quất (cho đến thời gian gần đây) rất khó tìm, thì nước sốt bánh mì được mọi người sử dụng để thay thế, tuy nhiên loại nước sốt nam việt quất  thương mại có sẵn đã làm nó nổi lên những khu vực này. Đôi khi, thịt xúc xích, xúc xích cocktail, hoặc gan bọc trong thịt muối cũng có thể ăn kèm (được gọi là cuộn thịt muối hoặc "lợn trùm chăn").
Đặc biệt, trong các kỳ nghỉ lễ, món gà tây nhồi hoặc ăn kèm nước sốt sẽ được phục vụ theo truyền thống. Nhiều loại bao gồm bột yến mạch, hạt dẻ, xô thơm và hành tây, bánh mì ngô và xúc xích được tiêu thụ thường xuyên nhất. Ngoài ra, người ta có thể dùng nhân để nhồi gà tây (như tên của nó) hoặc có thể nấu riêng và phục vụ như một món phụ.

## Một số món

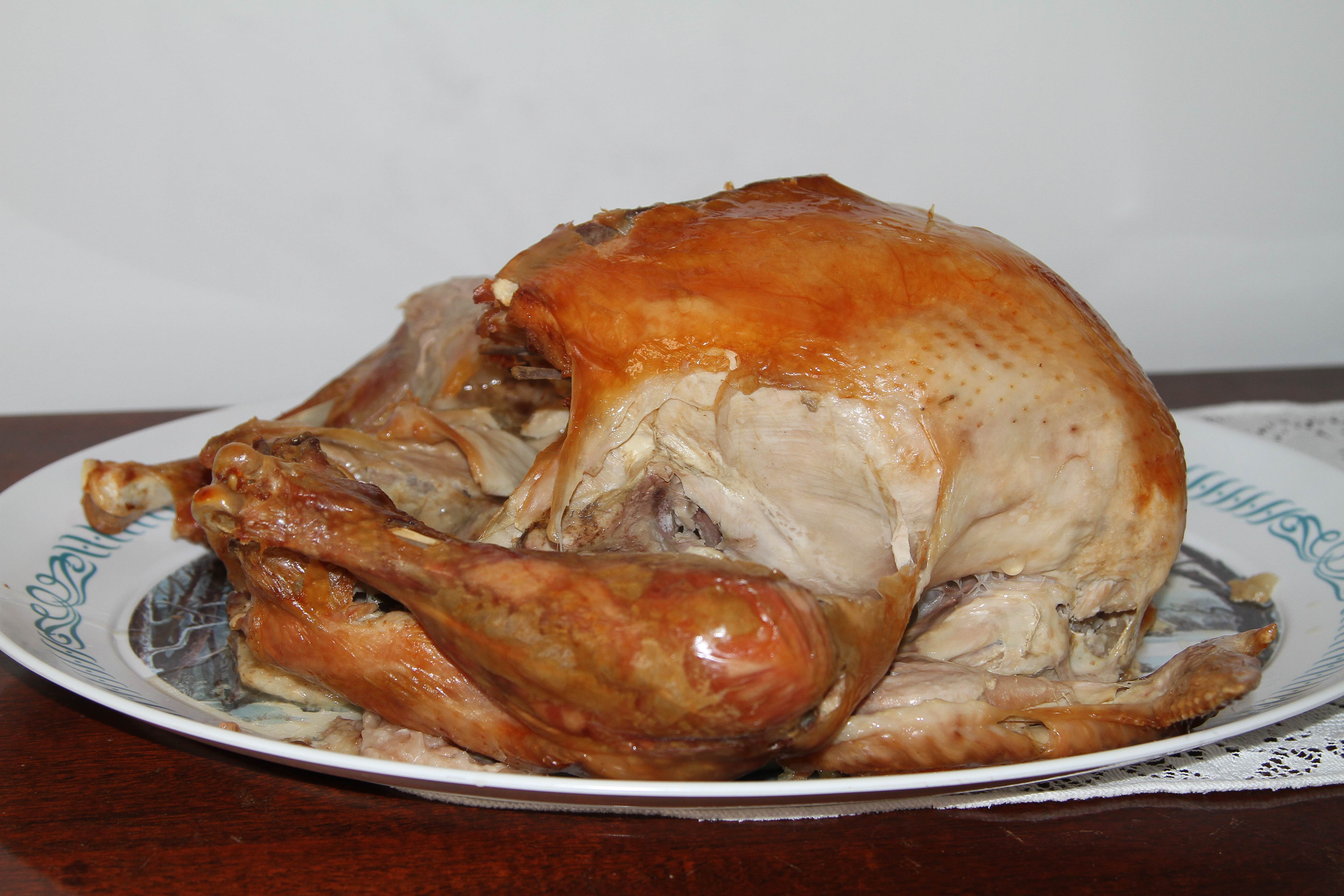
Gà tây vào mùa thu

Gà tây nướng rau củ là một trong những món ăn truyền thống của các nước phương Tây. Thịt gà được làm sạch, cắt bỏ cổ, đầu và chân rồi để thật khô. Ướp gà cùng với gia vị, gừng, hành tây thái lát và một chút rượu vang đỏ. Dùng giấy nilon bọc thức ăn để bọc gà cùng với gia vị lại rồi bỏ vào tủ lạnh ướp qua đêm cho gà ngấm gia vị.
Sau khi ướp xong, người ta nhồi vào bụng gà khoai tây, cà rốt đã cắt miếng vừa phải. Số khoai tây và cà rốt còn lại được trải đều trên khay cùng với chanh vàng cắt khoanh. Lò nướng được bật trước ở 200 °C, đợi khoảng 10 phút rồi mới đặt khay gà và rau củ vào nướng trong vòng 1 tiếng. Trong khoảng thời gian đó cứ 20 phút mở lò ra, phết nhanh lên trên da gà một lớp mật ong để có màu vàng đẹp mắt.
Ngoài món gà tây nướng rau củ ra thì gà tây có thể chế biến thành rất nhiều món ăn khác, như gà tây xốt xì dầu, đùi gà tây nấu giả cầy, gà tây xốt chanh leo, gà tây hầm khoai lang, chả gà tây chiên, gà tây nhồi thịt đút lò, gà tây xào... ngoài ra còn có món gà tây nướng mật ong, súp xương gà tây, cà ri gà tây.

## Tại Hoa Kỳ
Ở Mỹ, thịt gà tây đã trở thành món ăn không thể thiếu trên bàn ăn của mỗi gia đình vào dịp lễ Tạ ơn hay Giáng sinh. Riêng lễ Tạ ơn có hơn 46 triệu con gà phải nằm trên bàn ăn của các gia đình Mỹ. Có đến 88% người Mỹ ăn gà tây vào dịp lễ Tạ ơn, chỉ 5% cho mình là người ăn chay.

## Ở Việt Nam
Ở Việt Nam ngày trước, người Việt không thích ăn gà tây, cho rằng loài gà này nhạt nhẽo và không thơm ngon. Người ta nuôi gà tây chủ yếu để cho người nước ngoài ăn. Gà tây chưa phổ biến ở Việt Nam, nhưng gần đây, một mặt do người phương Tây vào Việt Nam ngày càng đông nên yêu cầu về gà tây cũng tăng lên. Mặt khác, người dân Việt Nam cũng bắt đầu thích ăn loại gà này. Nhiều đám cưới, đám lễ đã sử dụng gà tây làm món chính trên bữa tiệc. Giá thịt gà cũng khá cao, dao động từ 90.000-120.000 đồng/kg.